# Saxmarken
Saxmarken este o arie protejată (arie specială de conservare — SAC, sit de importanță comunitară — SCI, arie de protecție specială avifaunistică — SPA) din Suedia întinsă pe o suprafață de 286,1 ha, integral pe uscat.

## Localizare
Centrul sitului Saxmarken este situat la coordonatele 60°25′03″N 17°56′40″E / 60.4175°N 17.9444°E.

## Înființare
Situl Saxmarken a fost declarat sit de importanță comunitară în iunie 2001 pentru a proteja 1 specie de plante și 11 specii de animale. Alte tipuri de protecție:
- arie de protecție specială avifaunistică (în iunie 2001)[2]
- arie specială de conservare (în martie 2011)[1][3][4]

## Biodiversitate
Situată în ecoregiunea boreală, aria protejată conține 6 habitate naturale: Taiga vestică, Mlaștini alcaline, Păduri aluvionare cu Alnus glutinosa și Fraxinus excelsior (Alno-Padion, Alnion incanae, Salicion albae), Păduri caducifoliate de mlaștină fino-scandinave, Mlaștini împădurite, Păduri fino-scandinave bogate în ierburi cu Picea abies.
La baza desemnării sitului se află mai multe specii protejate:
- plante (1): papucul doamnei (Cypripedium calceolus)
- păsări (10): cocoșul de mesteacăn (Bonasa bonasia), buhai de baltă (Botaurus stellaris), erete de stuf (Circus aeruginosus), ciocănitoare neagră (Dryocopus martius), cufundar polar (Gavia arctica), vultur pescar (Pandion haliaetus), ciocănitoare de munte (Picoides tridactylus), cresteț pestriț (Porzana porzana), huhurezul mic (Strix uralensis),  cocoș de munte (Tetrao urogallus)
- nevertebrate (1): Vertigo geyeri